# Бернд Альдор
Бернд Альдор (нім. Bernd Aldor; 1881—1950) — німецький актор театру і кіно. Альдор був провідною зіркою німецького кіно протягом 1910-х і 1920-х років. Він регулярно з'являвся у фільмах Ріхарда Освальда і Лупу Піка, часто в детективних трилерах. Альдор також помітно з'явилася у 1917 році у соціально просвітницькому фільмі «Нехай там буде світло!».

## Вибрана фільмографія
- 1917 — Портрет Доріана Грея
- 1917 — Нехай там буде світло!
- 1918 — Дзеркало світу
- 1920 — Мадам річках
- 1921 — Страх жінок
- 1923 — Graf Cohn
- 1923 — Мізантроп
- 1923 — Orient Fever
- 1925 — Полушелковую
- 1928 — Старий Фріц
- 1929 — Indizienbeweis
- 1929 — Вендетта
- 1930 — Дрейфус